# 1513
Évszázadok: 15. század – 16. század – 17. század
Évtizedek: 1460-as évek – 1470-es évek – 1480-as évek – 1490-es évek – 1500-as évek – 1510-es évek – 1520-as évek – 1530-as évek – 1540-es évek – 1550-es évek – 1560-as évek
Évek: 1508 – 1509 – 1510 – 1511 –  1512 – 1513 – 1514 – 1515 – 1516 – 1517 – 1518

## Események

### Határozott dátumú események
- január 20. – II. Keresztély Dánia és Norvégia királya lesz.
- március 11. – X. Leót pápává választják.[1]
- március 27. – Juan Ponce de León spanyol felfedező megpillantja az észak-amerikai kontinenst (a mai Floridánál). (Először egy másik szigetnek hiszi.)
- április 2. – Ponce de León első európaiként partra száll Floridában.
- június 6. – A novarai csata. Svájci zsoldosok legyőzik a franciákat, és Milánó elhagyására kényszerítik őket. Massimiliano Sforza herceg visszatér Milánóba.
- augusztus 16. – A spurs-i csata: VIII. Henrik angol király serege legyőzi a Jacques de La Palice marsall vezette franciákat.
- augusztus 13. – Thérouanne közelében az angolok vereséget mérnek a franciákra.[2]
- szeptember 9. – A flodden-mezei csata, a Thomas Howard, Surrey grófja vezette angol sereg legyőzi IV. Jakab skót király seregét. (A csatában a király is elesik. Jakab fia Rothesay hercege V. Jakab néven skót király lesz.)
- szeptember 25. – Vasco Núñez de Balboa először pillantja meg a Csendes-óceánt.
- október 7. – A la mottai csata. (A Ramon de Cardona vezette spanyol sereg legyőzi a velenceieket.)

### Határozatlan dátumú események
- március – Giovanni de’ Medici, Firenze ura lemond, utódja fivére, II. Giuliano. (Nemours hercege 1516-ig uralkodik.)
- december – XII. Lajos francia király békét köt a pápával és Spanyolországgal.
- az év folyamán – Niccolò Machiavelli elkészül a A fejedelem című művével. (Az értekezés csak a szerző 1527-es halála után jelent meg nyomtatásban.)[3]

## Születések
- június 10. – III. Louis, Montpensier hercege, francia hadvezér. († 1582)
- október 30. – Jacques Amyot francia fordító, püspök († 1593)

## Halálozások
- február 21. – II. Gyula pápa[4] (* 1443)
- szeptember 9. – IV. Jakab skót király (* 1473)
- november 3. – Olmützi Ágoston csehországi alkancellár, humanista (* 1467)